# Télévision au Vietnam
 (octobre 2023).
La mise en forme du texte ne suit pas les recommandations de Wikipédia : il faut le « wikifier ».
Les points d'amélioration suivants sont les cas les plus fréquents. Le détail des points à revoir est peut-être précisé sur la page de discussion.
- Les titres sont pré-formatés par le logiciel. Ils ne sont ni en capitales, ni en gras.
- Le texte ne doit pas être écrit en capitales (les noms de famille non plus), ni en gras, ni en italique, ni en « petit »…
- Le gras n'est utilisé que pour surligner le titre de l'article dans l'introduction, une seule fois.
- L'italique est rarement utilisé : mots en langue étrangère, titres d'œuvres, noms de bateaux, etc.
- Les citations ne sont pas en italique mais en corps de texte normal. Elles sont entourées par des guillemets français : « et ».
- Les listes à puces sont à éviter, des paragraphes rédigés étant largement préférés. Les tableaux sont à réserver à la présentation de données structurées (résultats, etc.).
- Les appels de note de bas de page (petits chiffres en exposant, introduits par l'outil «  Source ») sont à placer entre la fin de phrase et le point final[comme ça].
- Les liens internes (vers d'autres articles de Wikipédia) sont à choisir avec parcimonie. Créez des liens vers des articles approfondissant le sujet. Les termes génériques sans rapport avec le sujet sont à éviter, ainsi que les répétitions de liens vers un même terme.
- Les liens externes sont à placer uniquement dans une section « Liens externes », à la fin de l'article. Ces liens sont à choisir avec parcimonie suivant les règles définies. Si un lien sert de source à l'article, son insertion dans le texte est à faire par les notes de bas de page.
- La présentation des références doit suivre les conventions bibliographiques. Il est recommandé d'utiliser les modèles {{Ouvrage}}, {{Chapitre}}, {{Article}}, {{Lien web}} et/ou {{Bibliographie}}. Le mode d'édition visuel peut mettre en forme automatiquement les références.
- Insérer une infobox (cadre d'informations à droite) n'est pas obligatoire pour parachever la mise en page.

Pour une aide détaillée, merci de consulter Aide:Wikification.
Si vous pensez que ces points ont été résolus, vous pouvez retirer ce bandeau et améliorer la mise en forme d'un autre article.

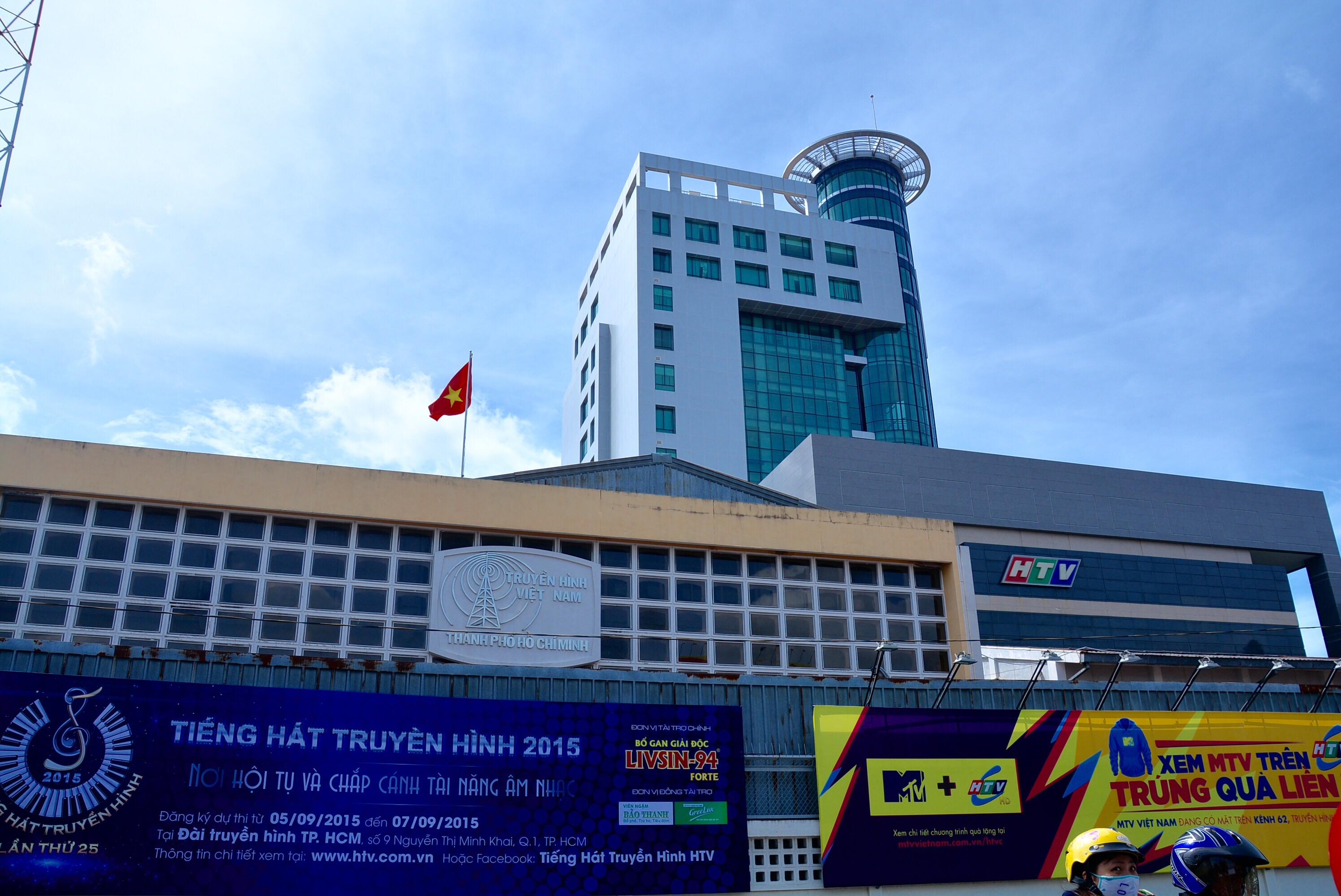
Siège de la station de Hô Chi Minh-Ville Télé.

La télévision au Vietnam a fait son apparition au milieu des années 1960 à Saigon, anciennement connue sous le nom de République du Vietnam, avec la naissance de Saigon Television. En 1970, dans la partie nord du pays, la Voix du Vietnam a diffusé son premier programme télévisé pilote. À la fin des années 1970, la télévision couleur a été introduite à titre expérimental. Actuellement, la télévision au Vietnam est accessible via divers moyens de diffusion, proposant une multitude de chaînes nationales et locales, qu'elles soient gratuites ou payantes. Plus de 200 chaînes de télévision sont à la disposition des téléspectateurs. Le Vietnam a achevé la transition vers la télévision numérique terrestre le 28 décembre 2020.
La télévision au Vietnam est considérée comme une forme de journalisme et est régie par la loi sur la presse du ministère de l'Information et des Communications. Conformément à cette loi, les entreprises privées ne sont pas autorisées à posséder des chaînes de télévision, mais elles sont autorisées à collaborer avec d'autres agences de presse, personnes morales et personnes physiques enregistrées dans le domaine de l'association, notamment en coopérant avec des stations de radio. La télévision est gérée par le gouvernement, ce qui crée une politique de socialisation de la télévision dans le pays.
La télévision est actuellement l'un des plus importants médias de masse au Vietnam, avec des enquêtes révélant que 8 personnes sur 10 regardent la télévision quotidiennement. Néanmoins, la télévision fait face à une concurrence croissante de nouvelles formes de médias, entraînant une diminution des revenus des chaînes de télévision et un déplacement de l'audience vers des services tels que la vidéo à la demande et les plateformes de médias sociaux en ligne.

## Histoire

### Période 1965-1975

#### Dans le Sud
La télévision a fait ses premiers pas au Sud-Vietnam en octobre 1959 lors d'une exposition à Saigon. Dans ce programme pilote, des artistes se sont installés dans un studio équipé de micros militaires, tandis que le public pouvait les observer à travers deux écrans installés au parc des expositions, diffusant de 19h30 à 20h30 chaque jour. Un article paru dans Cinema Weekly en novembre 1959 déclarait : "Une fois qu'une chaîne de télévision sera établie, nous croyons que de nombreuses personnes investiront dans des dispositifs leur permettant de regarder des programmes télévisés au quotidien."
En 1965, Saigon Television (THVN), la première chaîne de télévision du Vietnam, a été établie. Le 22 janvier 1966, elle a diffusé sa première émission télévisée, qui a ensuite été officiellement diffusée dans le Sud le 7 février de la même année. Cette station de télévision était en noir et blanc, conforme aux normes techniques de télévision de la FCC, avec une fréquence audio de 4,5 MHz.
Au départ, faute de disposer de tours de diffusion, la télévision au Vietnam utilisait la technologie de la stratovision, qui faisait appel à des hélicoptères pour la transmission. Les programmes, y compris les actualités, étaient enregistrés sur bande magnétique, puis transférés sur un avion quadrimoteur Super Constellation. Chaque soir, cet avion, transportant le matériel nécessaire, décollait de l'aéroport de Tan Son Nhat et montait à une altitude stable de 3 150 mètres, située à environ 32 miles au sud-est de Saigon. À partir de là, il suivait une trajectoire constante à une vitesse constante de 271 km/h. Les ondes de télévision émises par les hélicoptères pouvaient être captées dans des endroits éloignés de Saigon, tels que Da Nang, Ca Mau ou Phnom Penh. Cependant, la meilleure qualité d'image et de son n'était disponible que dans la région de Saigon et ses provinces avoisinantes.

#### Dans le nord
Alors que la couverture télévisée s'intensifiait de jour en jour aux États-Unis et au sein du gouvernement de Saigon dans le Sud du Vietnam, la télévision était pratiquement inexistante dans le Nord. Selon le journaliste Hoang Tung, dans les années 1960, lors de ses voyages d'affaires à l'étranger, chaque fois qu'il regardait la télévision dans d'autres pays, le président Hô Chi Minh rappelait fréquemment aux responsables la nécessité de préparer toutes les conditions pour développer l'industrie télévisuelle. Pour concrétiser cette vision, le Vietnam Television Film Studio a été établi en janvier 1968, sous l'égide du Département général de l'information. Sa mission était de produire des films pour la télévision au format 16 mm à destination des chaînes de télévision étrangères, principalement sur le thème de la guerre du Vietnam, tout en préparant simultanément le développement de l'industrie télévisuelle nationale.
Cette année-là, lorsqu'il accueillait des invités internationaux, Hô Chi Minh interrogea le caméraman Phan The Hung : "Quand pourrons-nous permettre à notre peuple de regarder la télévision ?" Parce que produire des films destinés à l'étranger ne suffisait pas ; pour la télévision, il fallait qu'elle puisse être diffusée pour que tout le monde puisse en profiter. Le gouvernement avait même envisagé de céder un terrain proche de Chua Boc (Hanoï) au Département général de l'information afin de construire une station de télévision, mais malheureusement, ce projet n'a pas pu être concrétisé.
Afin de préparer la diffusion télévisuelle expérimentale, une équipe de préparation télévisuelle fut formée dans le but de mettre en place une infrastructure technique minimale pour la télévision. Cela impliquait la construction d'un studio équipé de caméras électroniques, d'émetteurs de télévision, d'antennes, d'antennes de diffusion et de récepteurs de télévision. La Voix du Vietnam (VOV) dépêcha plusieurs de ses responsables à Cuba ainsi que dans d'autres pays socialistes pour étudier la production télévisuelle,. À l'échelle nationale, VOV lança des expérimentations télévisuelles en utilisant un équipement de diffusion amélioré. Deux émetteurs radio furent convertis en un émetteur vidéo et un émetteur sonore. De plus, deux magnétoscopes furent assemblés à partir de tubes de télévision (super orthocon) obtenus de la station de télévision de Moscou, qui faisait partie de l'ex-Union soviétique. Ces magnétoscopes furent baptisés "Cheval Céleste". Le nom "Cheval Céleste",, était inspiré du pistolet artisanal appelé "sky horse" utilisé au combat par l'Armée de libération du Sud. Les deux caméras, identifiées sous les numéros de modèle NT1 et NT2, avaient la capacité de produire des images, même si certaines fonctionnalités n'étaient pas encore complètement développées.
Le 7 septembre 1970, depuis le studio M situé au 58 rue Quan Su, la Voix du Vietnam (VOV) a réalisé sa toute première diffusion télévisuelle. En 1971, le Comité de Rédaction de la Radio Télévision a été établi, devenant ainsi le prédécesseur de Télé-Viêt Nam actuelle (VTV). Le 30e jour du Nouvel An lunaire, le 27 janvier 1971, VOV a présenté son tout premier programme télévisé, baptisé le « programme télévisé test », destiné au public de Hanoï. À l'époque, il n'y avait pas encore de dispositifs de stockage, ce qui signifiait que tous les programmes étaient diffusés en direct. En 1972, la diffusion télévisuelle a été interrompue en raison de l'intensification des combats, obligeant la Voix du Vietnam à évacuer. Cependant, elle a repris ses émissions en 1973.

### Période 1975-1990
Dans le Sud, après la mise en œuvre de l'Accord de Paris en 1973, la station AFVN a mis fin à ses activités. Toutes les machines et équipements ont été transférés à THVN9, ce qui a permis au réseau THVN9 de s'étendre à l'ensemble de la République du Vietnam. La station a cessé ses opérations dans la nuit du 29 avril 1975, soit un jour avant la chute de Saigon. Après la libération de Saigon, la Voix du Vietnam, la Radio Libération A et la Radio Libération B dans la région du Sud-Est ont repris l'ensemble du système de radiodiffusion et de télévision laissé par l'ancien régime. La Saigon Television a été renommée Liberation Television et a recommencé à diffuser le soir du 1er mai 1975,,. Dans le même temps, Tèlè Dac Lo est devenue la base 2 de Tèlé Libération et a repris ses activités le 3 octobre 1975. Le 2 juillet 1976, Saigon a officiellement été rebaptisée Ho Chi Minh Ville, et Tèlé Libre a été remplacée par Hô Chi Minh-Ville Télé (HTV).
Au Nord, en 1976, le Centre de Télévision a été érigé à Giang Vo, situé à Hanoï. À partir de là, la télévision a commencé à diffuser quotidiennement, et la construction d'une tour de télévision à la colonne 1200 à Tam Dao a été entreprise. En 1977, le comité de rédaction de la radio et de la télévision a été séparé de la Voix du Vietnam, donnant naissance à la station de télévision centrale, également connue sous le nom de Télévision centrale, qui a établi son siège dans ce nouveau centre.

### Période 1990-2007
Le 30 janvier 1991, le gouvernement a émis la décision numéro 26/CP, chargeant le Département général des postes et bureaux de louer le satellite Intesputnik pour la transmission des signaux de radio et de télévision. À partir du Têt 1991, la transmission officielle a débuté avec la couverture par satellite des programmes de télévision nationale, permettant ainsi aux stations locales de les enregistrer et de les diffuser. Cette avancée a favorisé la croissance du nombre de chaînes de télévision au niveau des provinces et des villes. En 1994, pour la première fois, Télé-Viêt Nam a exploité la bande UHF, marquée par le lancement de la chaîne UHF 25 par la station de radio et de télévision Song Be (qui était le prédécesseur des stations de Binh Duong et Binh Phuoc) le 2 septembre 1994. Cela a ouvert la voie à la création et à la diffusion d'une série d'autres chaînes de télévision, marquant un succès majeur pour l'industrie de la télévision au Vietnam.
Les chaînes VTV2 et VTV3 de VTV ont été diffusées dans des conditions de pénurie de bande passante. À un moment donné, les trois chaînes de VTV devaient partager le même canal de fréquence. Le 31 mars 1998, la chaîne VTV3 a commencé à émettre sur un canal satellite distinct, suivie par VTV2. Pendant cette période, de nombreuses stations locales se concentraient principalement sur la diffusion de VTV2 en raison de la zone de couverture de VTV2 à l'époque, parmi les trois principales chaînes de VTV.

### La période de 2008 à aujourd'hui
L'année 2008 a marqué le début de l'ère de la télévision haute définition (HD) au Vietnam, avec l'apparition des chaînes de télévision par câble telles que HTVC HTV7, HTV9, et FBNC, qui ont adopté les normes HD. Après HTV, SCTV et VTC ont également emboîté le pas en lançant des services de télévision HD, à côté de la télévision par satellite, contribuant ainsi à populariser cette technologie dans le pays.
En septembre 2008, Audiovisual Global Company (AVG) a officiellement lancé la télévision numérique terrestre dans les régions du Nord et du Centre du Vietnam en utilisant la norme DVB-T2. La même année, le Premier ministre Nguyen Tan Dung a signé et approuvé le "Projet de numérisation de la transmission et de la diffusion de la télévision terrestre jusqu'en 2019", également connu sous le nom de Projet de numérisation de la télévision. L'objectif principal de ce projet était de convertir les signaux de diffusion de télévision analogique en télévision numérique terrestre DVB-T2, avec pour but que d'ici 2019, 100 % des foyers des régions du Nord et du Centre du Vietnam puissent accéder à la télévision numérique.
En juin 2009, la Vietnam Satellite Digital Television Company Limited (VSTV) a été créée en tant que coentreprise entre le centre technique de télévision par câble VTV et la société Canal Overseas. Au début de l'année 2010, cette entreprise a officiellement lancé la marque K+ Satellite Digital Television.

## Méthodes de transmission d'émissions télévisées[21][réf.nonconforme]

### Télévision analogique
Sources de référence,,,,
La télévision analogique a fait son apparition au Vietnam dans les années 1960. Au Vietnam, la télévision analogique était diffusée sur la bande VHF, allant du canal 6 au canal 12, ainsi que sur la bande UHF, allant du canal 21 au canal 62. Seuls quelques endroits utilisaient des fréquences inférieures à 6 VHF, comme le canal VHF 3 à Tam Dao, Can Tho et le consulat de Russie à Ho Chi Minh-Ville. Au début des années 1990, plusieurs chaînes de télévision du Sud ont commencé à émettre sur la bande UHF. La chaîne Song Be Radio-Télévision, qui était le prédécesseur de Binh Duong Radio-Télévision, a été l'une des premières à utiliser la bande UHF, notamment les fréquences 25 et 44 UHF. La plupart des chaînes de télévision analogiques terrestres au Vietnam utilisaient le système D/K, à l'exception de la chaîne HTV7 de Vinh Phuc, qui a utilisé le système M pendant la période 2003-2005.

### Télévision numérique

#### TNT
Au Vietnam, la Vietnam Television Technology Investment and Development Company (VTC) a pionnière en lançant la diffusion de la télévision numérique terrestre DVB-T en 2001. Elle a ainsi été la première entité au Vietnam à diffuser la télévision numérique terrestre, posant ainsi les bases pour le projet gouvernemental de numérisation de la transmission et de la diffusion de la télévision terrestre jusqu'en 2020.
En février 2002, la station de radio et de télévision Binh Duong (BTV) a inauguré la diffusion de la télévision numérique DVB-T dans la région du Sud. Elle l'a fait sur deux chaînes, les fréquences 50 et 53 UHF.
Au début de septembre 2003, HTV a entrepris des tests de la télévision numérique DVB-T sur le canal 30 UHF, en incluant les chaînes de diffusion HTV7, HTV9 et quelques autres. Peu de temps après, le 1er octobre 2003, cette chaîne a officiellement commencé à diffuser des programmes en utilisant la norme DVB-T, et les chaînes HTV1, HTV2, HTV3 et HTV4 ont vu le jour simultanément. En décembre 2003, juste avant l'ouverture des 22es SEA Games, la chaîne de télévision d'Hô Chi Minh-Ville, HTV, a également commencé à diffuser la télévision terrestre DVB-T, d'abord sur le canal 39, puis sur le canal 25. Cependant, cette diffusion s'est arrêtée le 31 décembre 2011,,. Également en octobre 2003, la société Hanel a mené un essai de la télévision numérique DVB-T sur le canal 47 UHF à Hanoï, en proposant le contenu des programmes de VTV3 et de la station de radio et de télévision de Hanoï de 6h00 à 22h00.

### Satellite
Le concept de télévision par satellite a fait son apparition au Vietnam au début des années 1990. À cette époque, plusieurs agences et unités à Hô Chi Minh-Ville ont commencé à utiliser la télévision par satellite. Cela a entraîné l'apparition de nouveaux types d'antennes de télévision sur les toits des villes, connues sous le nom de TVRO (Télévision par satellite à réception directe).
Au début des années 2000, les habitants des zones mal desservies et incapables de recevoir la télévision analogique utilisaient la télévision par satellite pour accéder aux chaînes de télévision vietnamiennes. Cependant, l'État avait peu de contrôle sur le contenu diffusé par les chaînes satellites,,, ce qui entraînait la diffusion de programmes jugés "inappropriés" ou "malsains",,. Afin de résoudre ce problème, le 15 octobre 2004, le Centre technique de télévision par câble du Vietnam (VCTV) a commencé à proposer un service de télévision numérique par satellite (DTH) qui couvrait l'ensemble du territoire vietnamien. Cependant, en raison des coûts élevés liés à la location du satellite malaisien Measat 2 et de la limitation en nombre de transpondeurs satellites disponibles, le nombre de chaînes disponibles sur la plateforme DTH n'était pas très élevé.

#### Télévision sécuritaire/militaire
Il s'agit de programmes spécialisés qui visent à refléter les activités des unités policières et militaires dans l'ensemble du pays, en mettant l'accent sur les régions locales. Ces émissions répondent aux exigences de propagande et de promotion approfondies visant à renforcer les forces armées et à assurer la sécurité nationale dans cette nouvelle ère.
À l'heure actuelle, le Centre de radio et de télévision militaire, relevant du ministère de la Défense nationale, ainsi que le Département des communications de la sécurité publique populaire, relevant du ministère de la Sécurité publique, sont les unités responsables de la production de programmes spécialisés sur la sécurité nationale diffusés sur les chaînes VTV1, VTV2 et VTV3 de Télé-Viêt Nam. De plus, les unités des régions militaires et de la police provinciale collaborent également avec de nombreuses stations de radio et de télévision locales pour créer et diffuser des programmes spécialisés liés à la sécurité et à la nationalité.

### Rivaliser avec les plateformes en ligne
Aujourd'hui, avec l'avènement d'Internet et la popularité croissante des réseaux sociaux tels que YouTube, TikTok, Facebook, ainsi que la disponibilité de services de vidéo à la demande nationaux et internationaux tels que FPT Play, Danet, Galaxy Play, Netflix, Télé-Viêt Nam doit faire face à une concurrence féroce des plateformes en ligne. De nombreuses chaînes de télévision se tournent progressivement vers le numérique en créant des applications de visionnage en ligne, en investissant dans des bibliothèques de vidéos, en publiant des programmes en ligne, en fournissant des actualités en temps réel, en produisant du contenu, etc. Tout cela vise à attirer et à engager un public plus large, en particulier ceux qui utilisent fréquemment des smartphones. Cette évolution reflète le changement dans les habitudes de consommation des médias, avec de plus en plus de personnes cherchant à accéder à du contenu vidéo en ligne, à la demande, sur divers appareils. Les diffuseurs traditionnels doivent s'adapter à ces nouvelles réalités pour rester pertinents et concurrentiels dans un paysage médiatique en constante évolution.

### Droit d'auteur et violation du droit d'auteur
Auparavant, au Vietnam, les questions de droits d'auteur n'étaient pas une préoccupation majeure, et les chaînes de télévision diffusaient des programmes, y compris des événements sportifs, soit en les traduisant elles-mêmes, soit en utilisant des contenus libres de droits. Cependant, à partir du milieu des années 1990, des programmes protégés par le droit d'auteur ont fait leur apparition à la télévision, principalement grâce au soutien de sponsors et de partenaires médiatiques,. En parallèle, les violations du droit d'auteur ont également commencé à se produire et sont devenues un problème sérieux pour les principales chaînes de télévision. En conséquence, certaines chaînes ont perdu les droits d'auteur de concours de beauté,, VTVCab a été privée des droits d'auteur pour l'UEFA Champions League pendant deux années consécutives, et K+ a également subi des pertes économiques dues à des violations de droits d'auteur à l'étranger,,. Face à ces défis, il est devenu inévitable de renforcer les questions de droits d'auteur pour les programmes de télévision afin de lutter contre les violations du droit d'auteur et de garantir une exploitation légale et éthique des contenus,,,,.

### En savoir plus
1. « Cuộc đua chiếm lĩnh thị trường truyền hình (2006) »
2. https://vnexpress.net/tu-1-7-lan-dau-tien-phat-song-truyen-hinh-so-mat-dat-1968753.html
3. Cẩn thận khi mua đầu thu kỹ thuật số (2005), VNExpress
4. Sai phạm tại Đài Truyền hình TP Hồ Chí Minh: Bán sóng, bán kênh, thất thu tiền tỷ; Hà Nội Mới
5. http://www.htv.com.vn/su-dau-tu-cua-htv-trong-ky-thuat-dung-va-cong-nghe-dung-cac-chuong-trinh-truyen-hinh
6. https://toc.123docz.net/document/487802-1-xa-hoi-hoa-san-xuat-chuong-trinh-truyen-hinh-tren-song-cua-htv.htm
7. https://ajc.hcma.vn/UserControls/Publishing/News/BinhLuan/pFormPrint.aspx?UrlListProcess=/content/tintuc/Lists/News&ItemID=3081&IsTA=False
8. Quảng cáo phim truyền hình: Kẻ bực, người mừng (2009), VNExpress
9. Truyền hình trong dòng chảy văn hóa đại chúng - Trương Văn Minh (Nhà xuất bản Đại học Quốc gia TPHCM).
10. Dự thảo Quyết định Phê duyệt Quy hoạch truyền dẫn phát sóng phát thanh, truyền hình Việt Nam đến năm 2020
11. "Cuộc chiến"...sóng truyền hình (2009), Công an nhân dân
12. https://text.123docz.net/document/2009451-bao-cao-thuc-tap-tai-dai-phat-hinh-giang-vo.htm
13. https://123docz.net/document/3511141-hoan-thien-to-chuc-va-quan-ly-hoat-dong-nhap-khau-vat-tu-thiet-bi-truyen-hinh-viet-nam.htm
14. Truyền hình An Viên – Kênh tin tức chính thống của Giáo hội Phật giáo Việt Nam